# Made in Italy

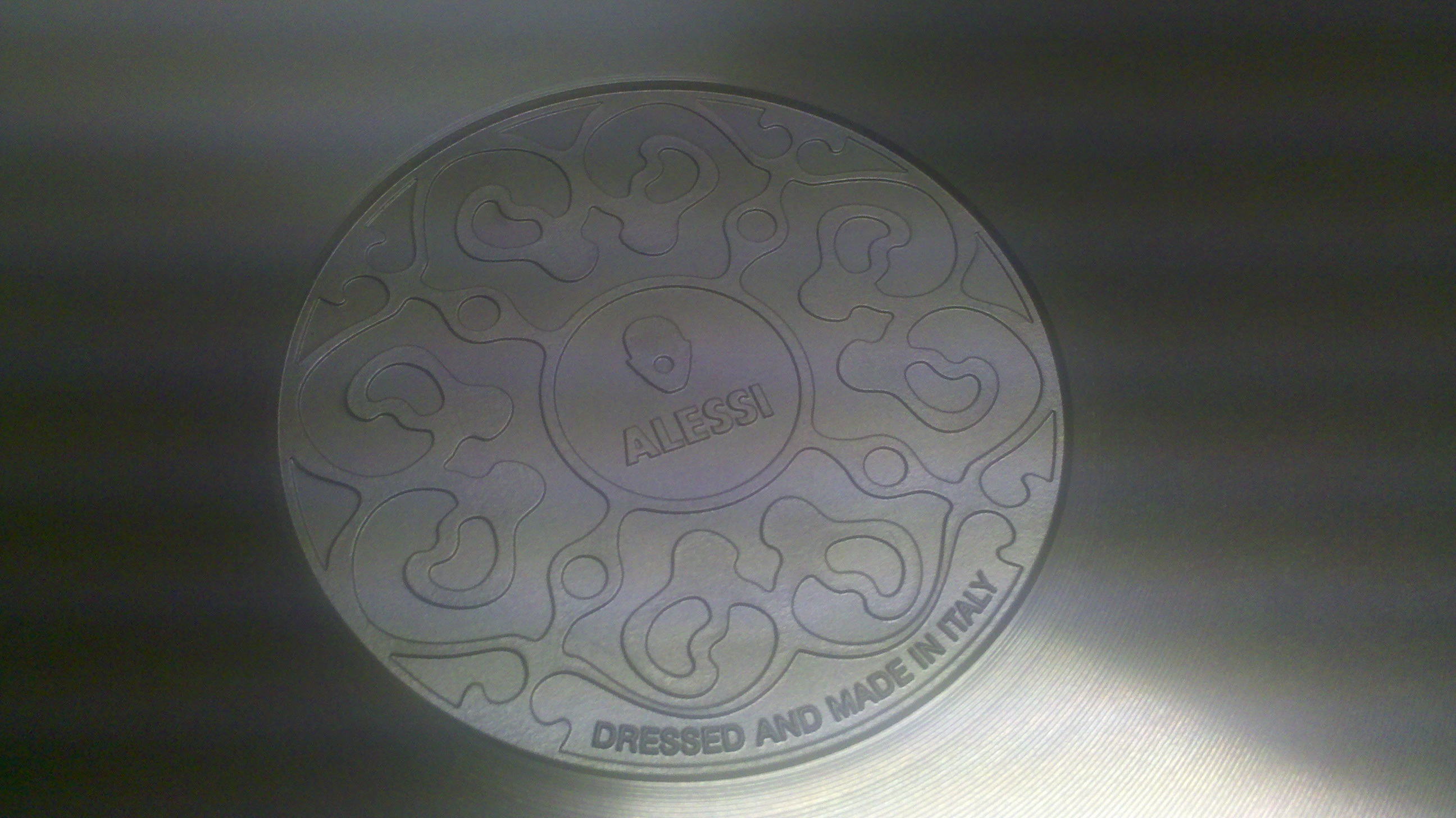
Una parrilla con la inscripción Made in Italy, diseñada por Marcel Wanders para Alessi y Esselunga.

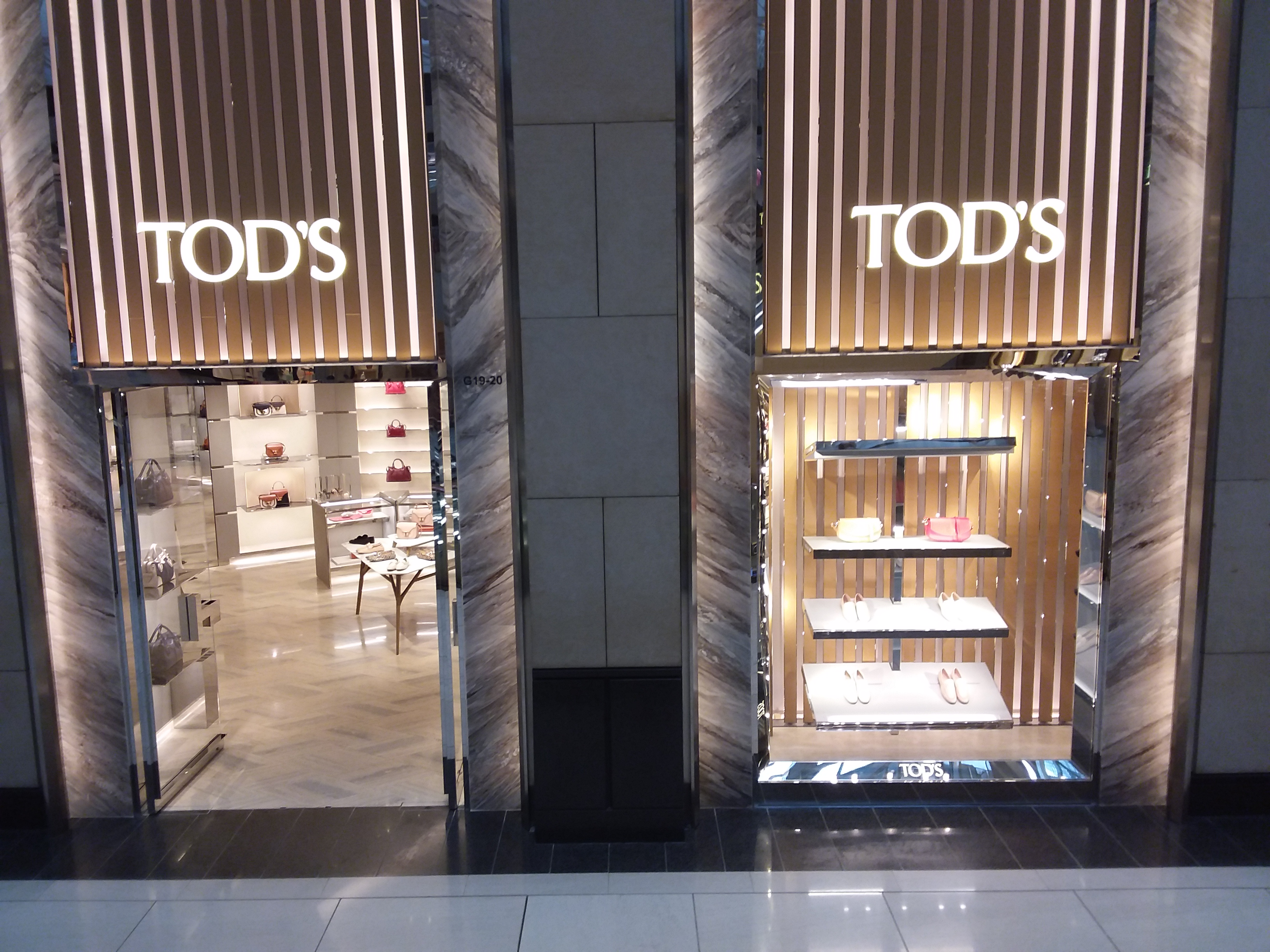
Una tienda de Tod's en Hong Kong.

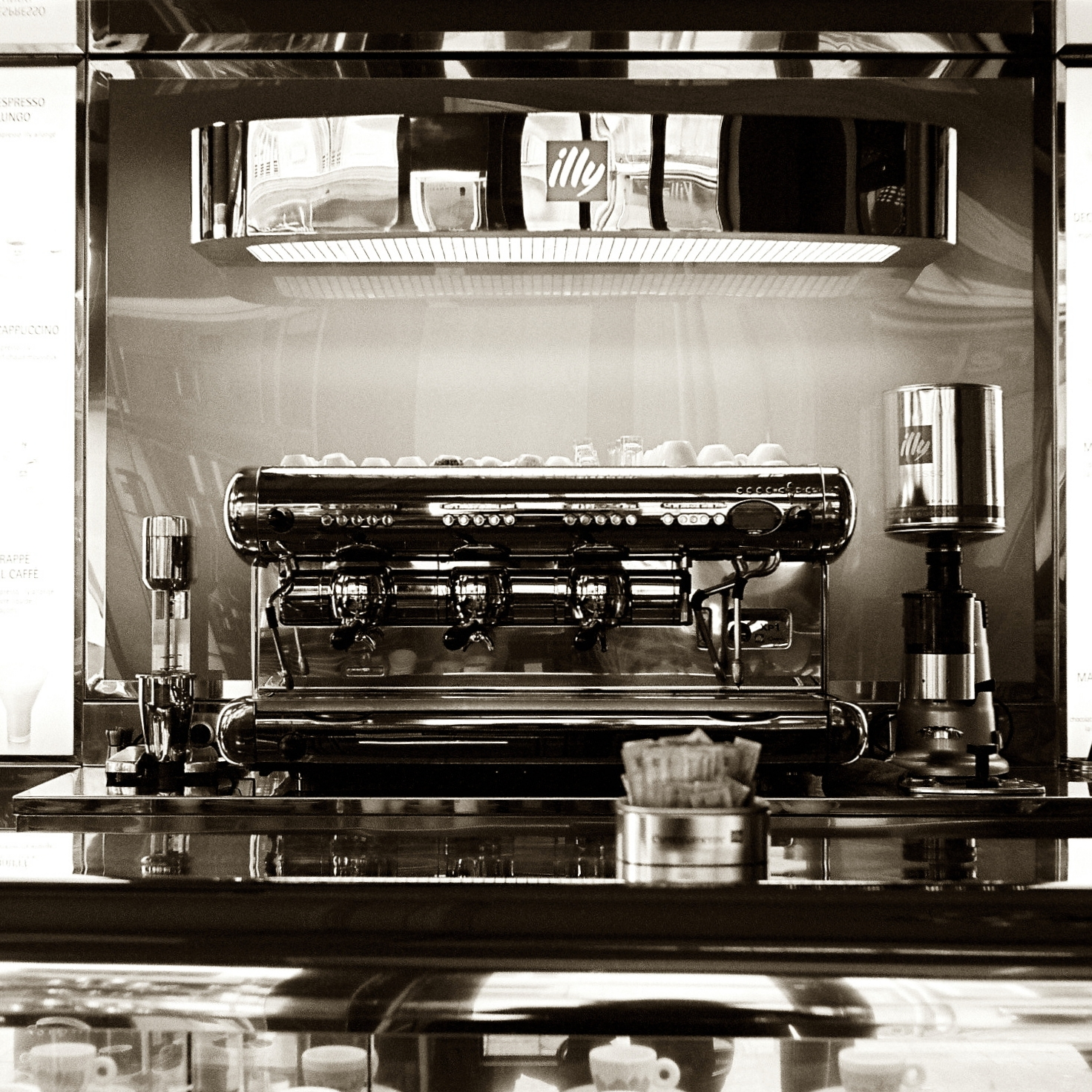
Una cafetera de Illy.

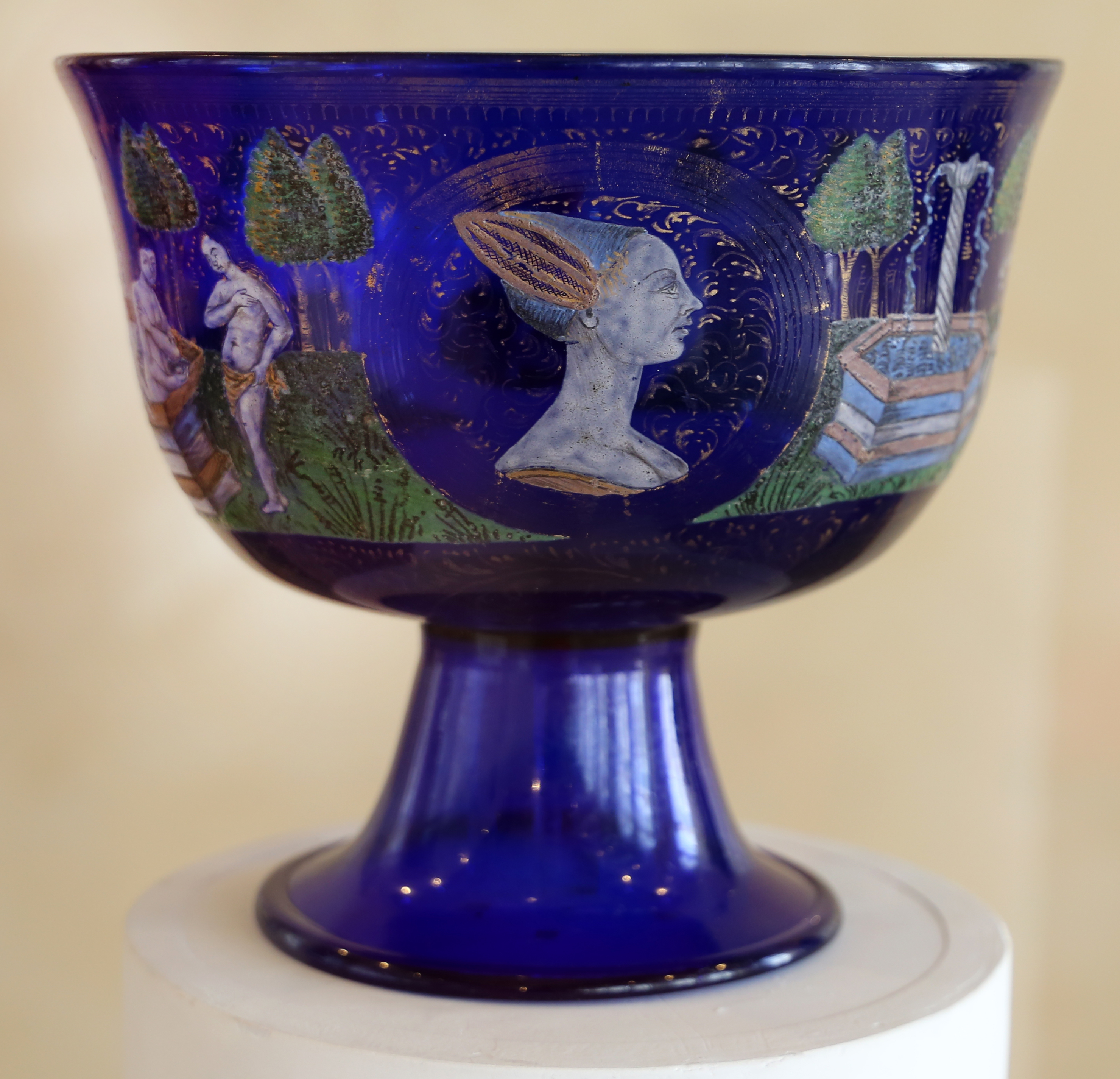
Una copa de cristal de Murano de Angelo Barovier (1460s).

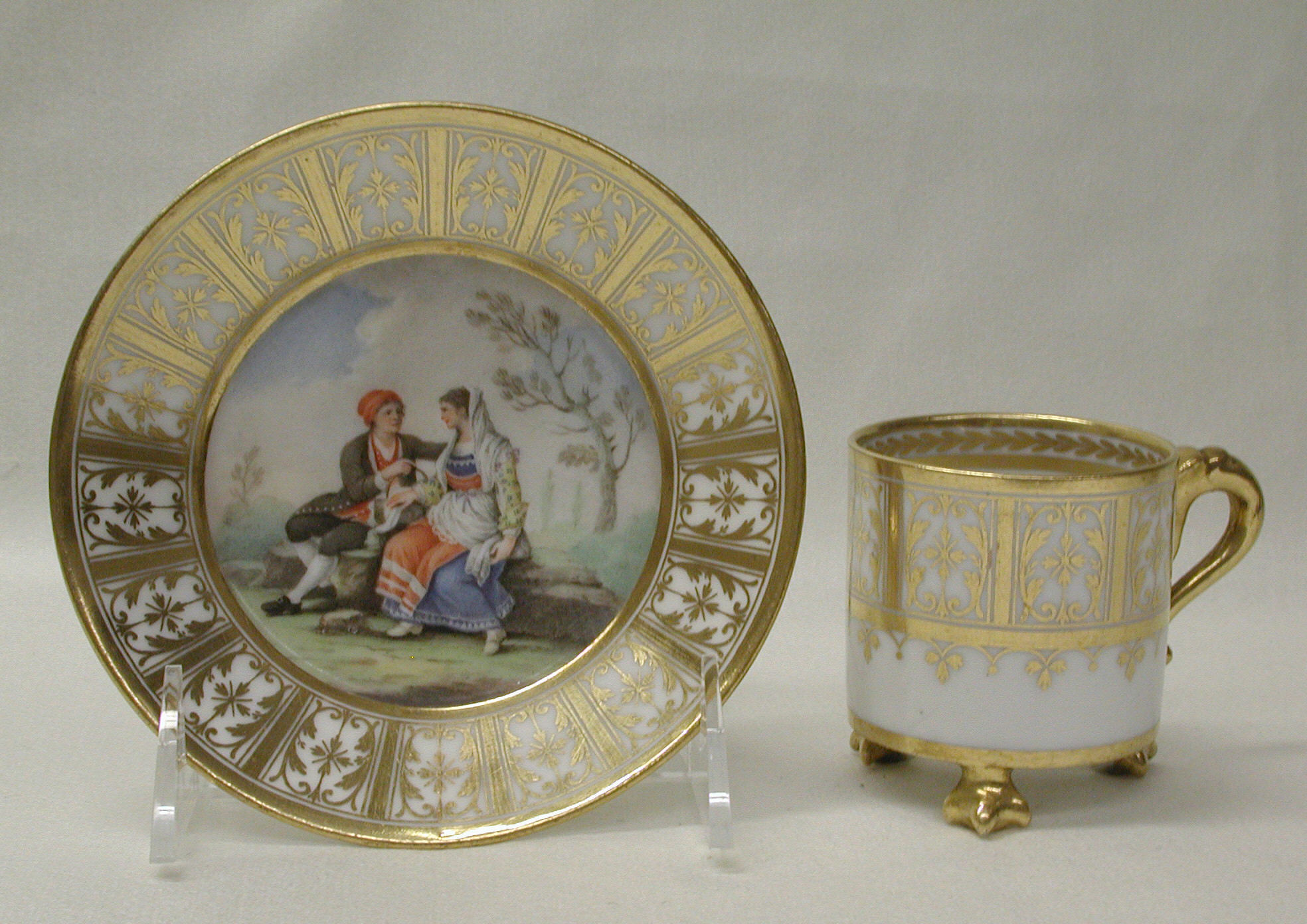
Porcelenas de Capodimonte, Nápoles.

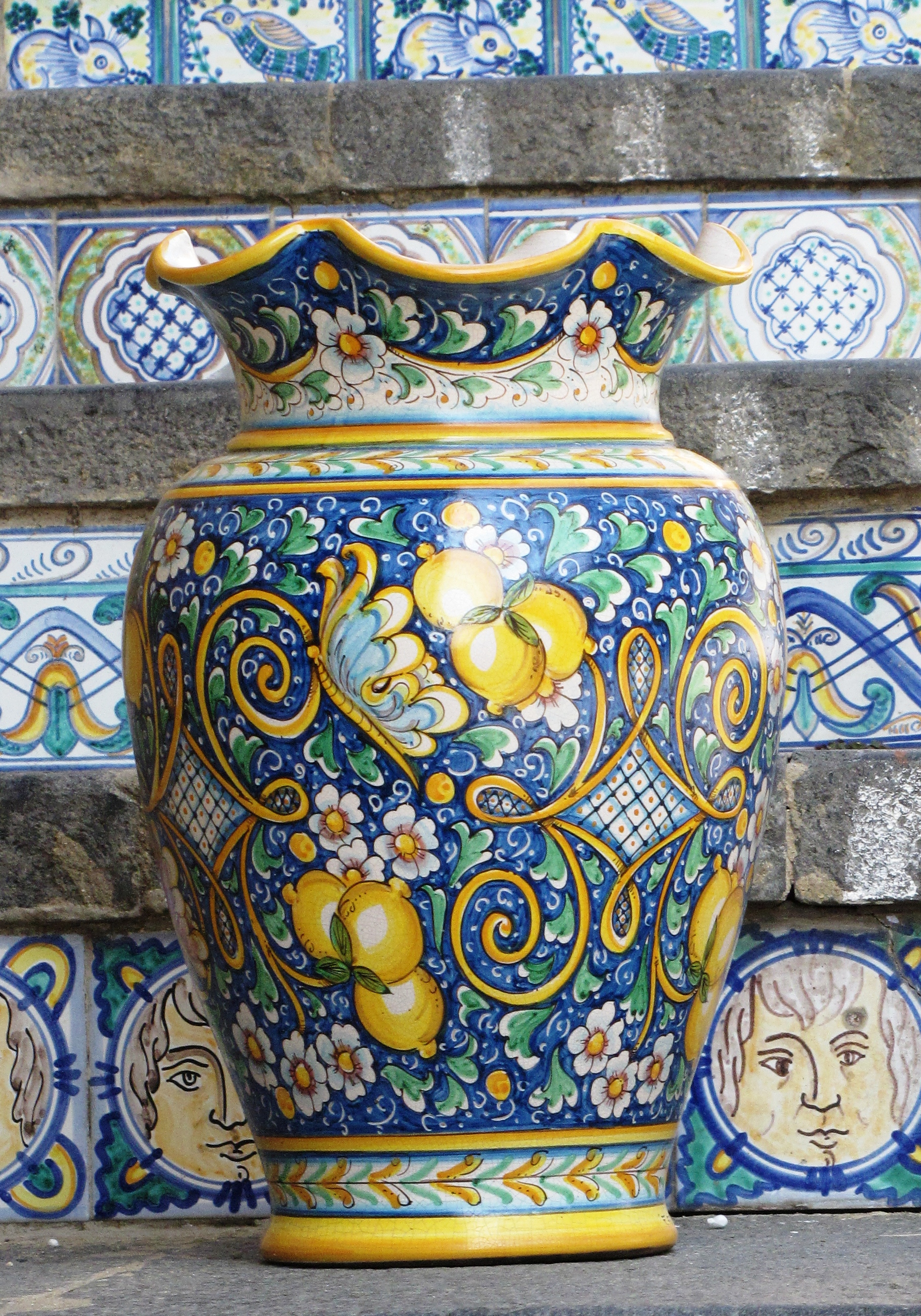
Cerámica de Caltagirone

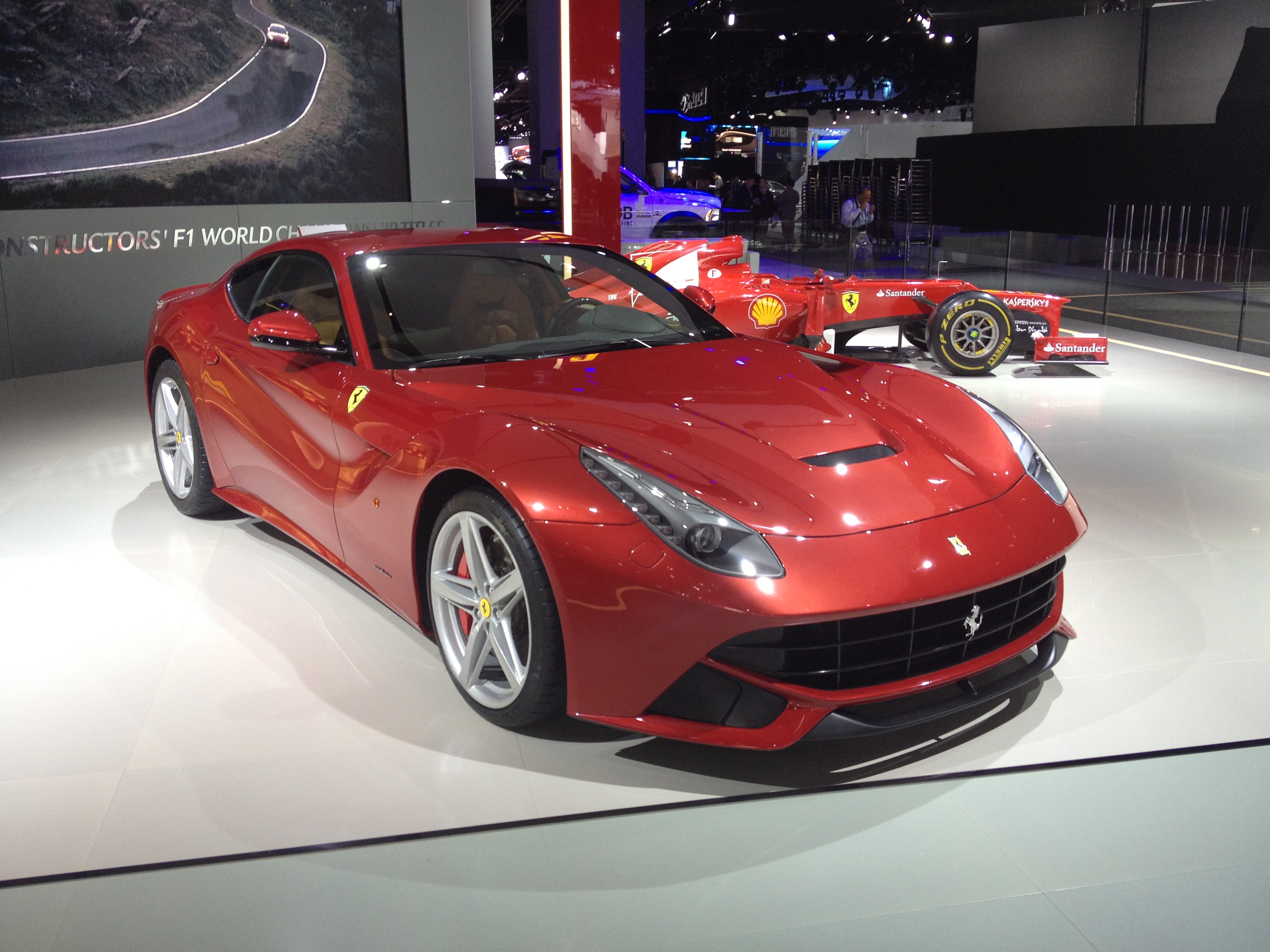
Un Ferrari F12berlinetta. Ferrari es una de las marcas del Made in Italy más famosas a nivel mundial.

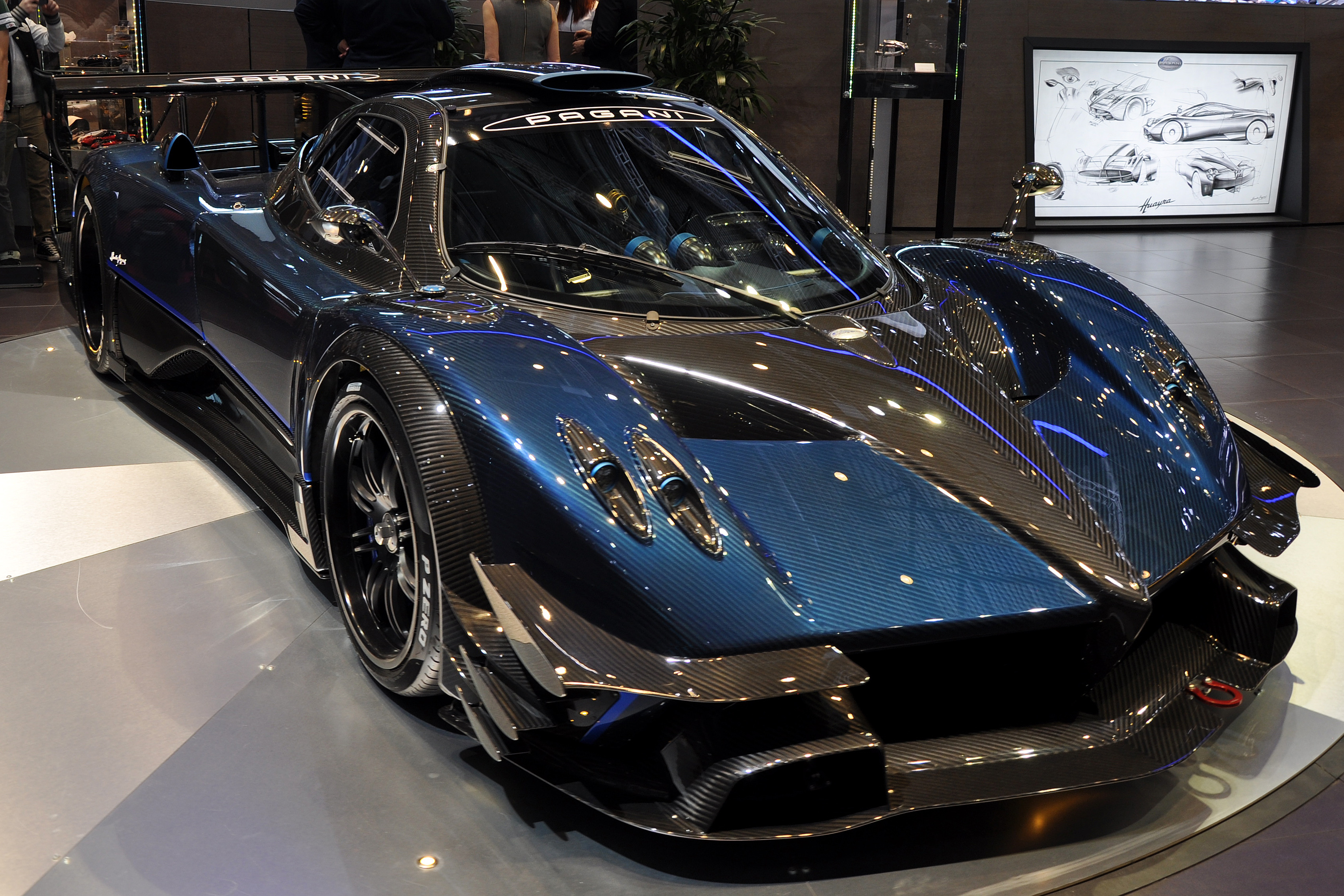
El Pagani Zonda Revoluctiòn en el Salón del Automóvil de Ginebra de 2014.

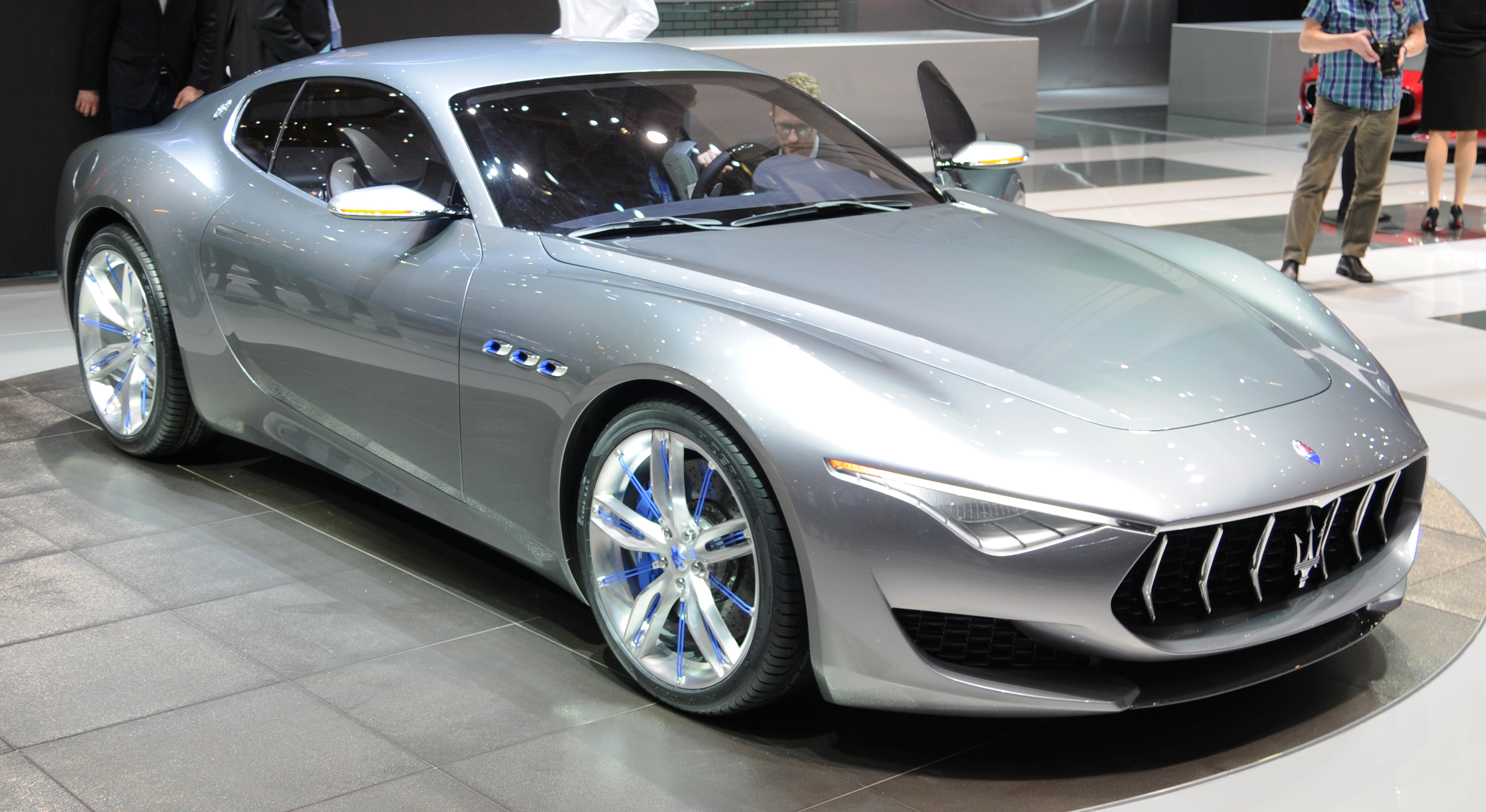
El modelo Maserati Alfieri de 2014.

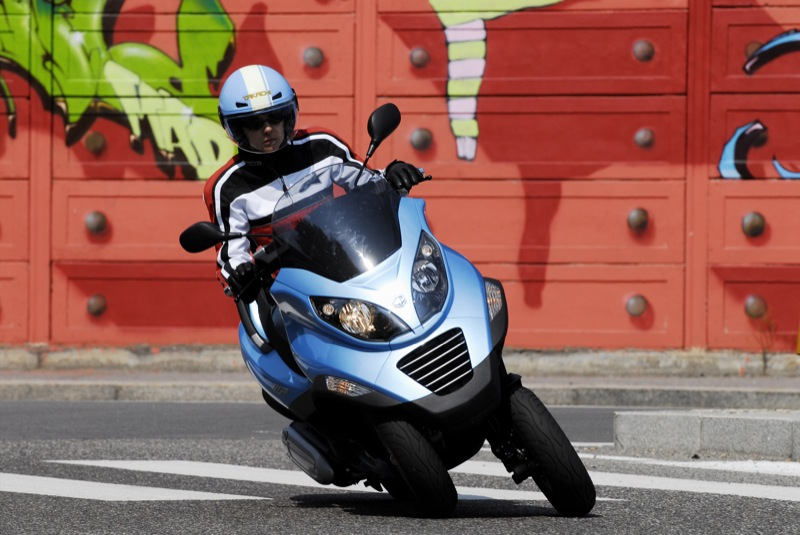
Piaggio MP3.

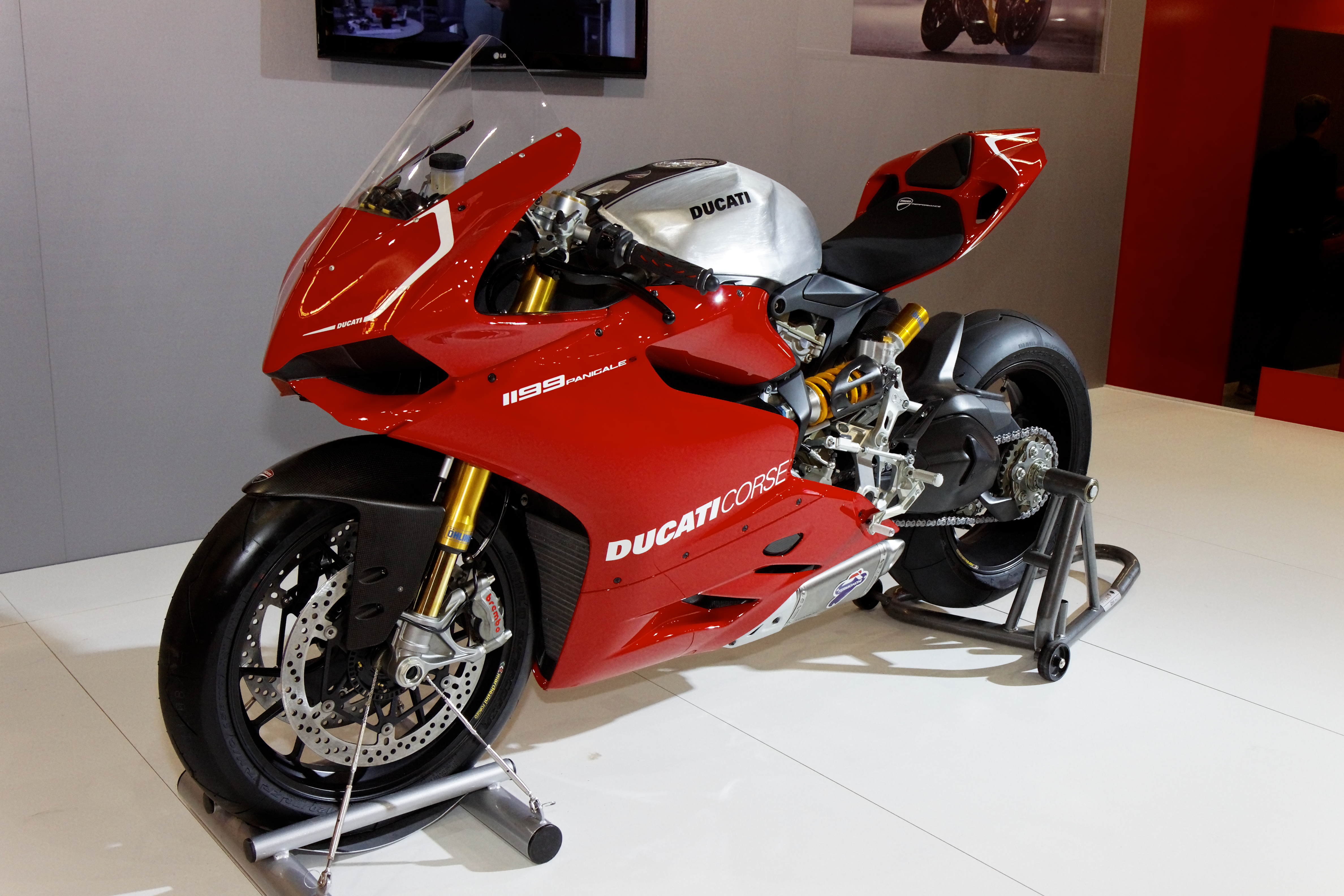
Ducati 1199 Panigale S, puesta a la venta en 2012.

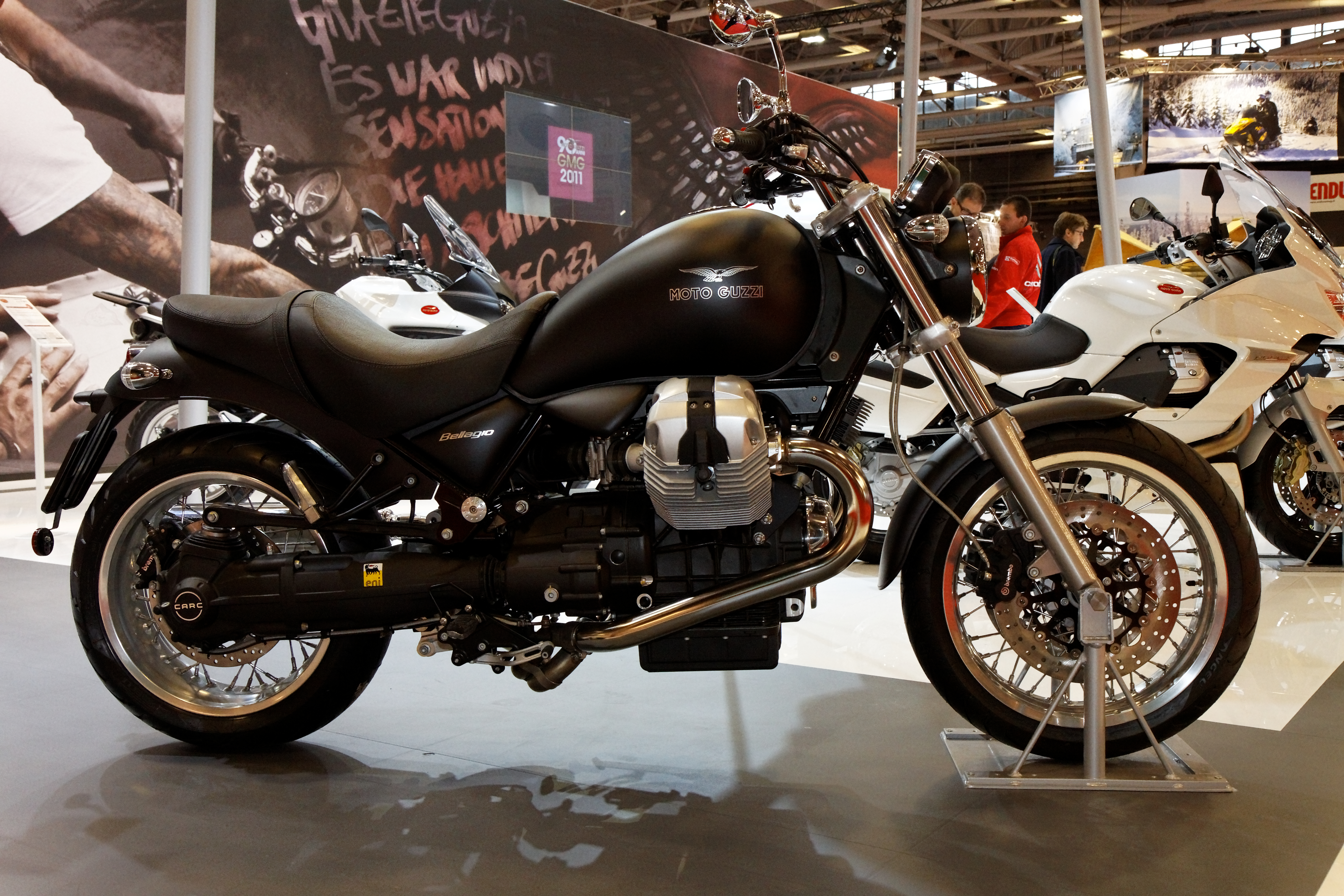
Guzzi Bellagio 940 Aquila Nera de 2011.

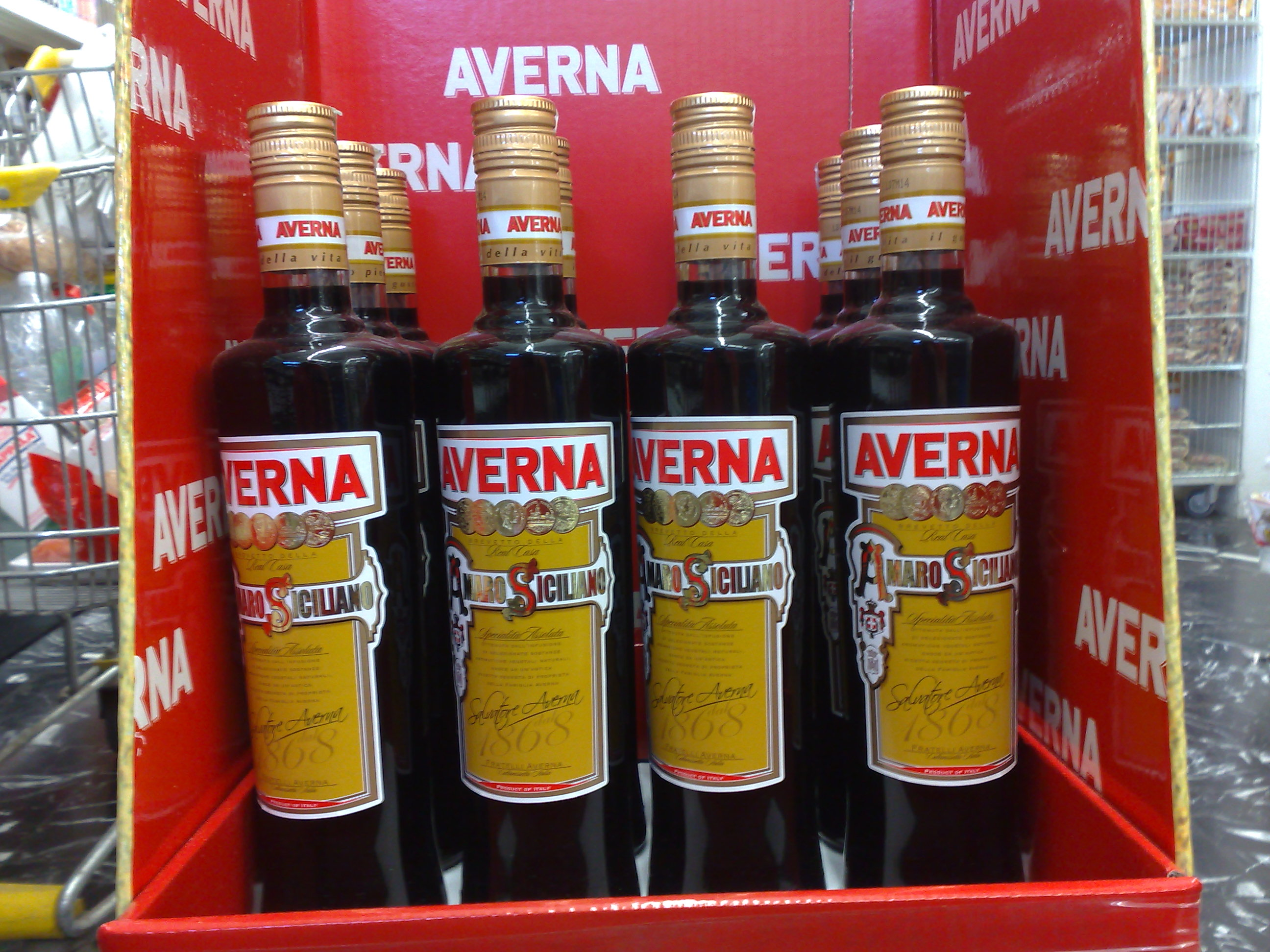
Amaro Averna.

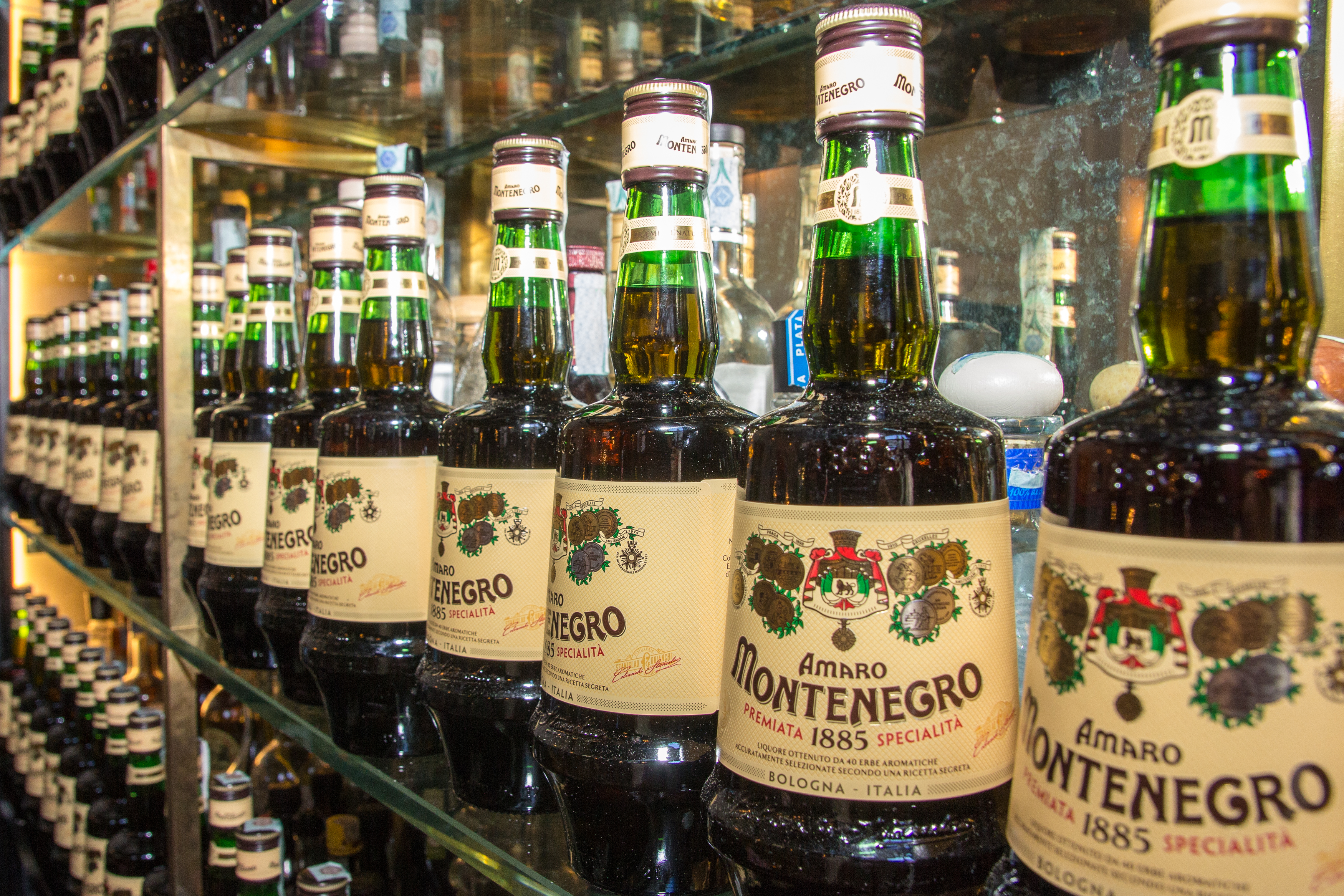
Amaro Montenegro.

Made in Italy (en inglés, "Hecho en Italia") es una designación de proveniencia que indica que un producto ha sido diseñado y fabricado totalmente en Italia. Según un estudio de mercado realizado por la empresa KPMG, Made in Italy es la tercera marca más influyente del mundo tras Coca Cola y Visa, mientras por Brand Finance Global 500, Ferrari es la marca más fuerte del mundo.

## Historia
Históricamente, Made in Italy era una expresión inglesa usada por los productores italianos, especialmente a partir de los años ochenta, en el ámbito de un proceso de revalorización y defensa de la italianidad del producto, con el objetivo de combatir la falsificación de la producción artesanal e industrial italiana, sobre todo en los cuatro sectores tradicionales de moda, alimentos, mobiliario y mecánica (automóviles, diseño industrial, maquinaria y buques), también conocidos en italiano como "las cuatro aes" o le quattro A: Abbigliamento, Agroalimentare, Arredamento y Automobili.
En el extranjero, los productos italianos habían conseguido una buena fama, con las correspondientes ventajas comerciales. Generalmente, en el producto italiano se reconocían, o al menos se esperaba que presentara, notables cualidades de realización, cuidado de los detalles, fantasía del diseño y las formas y durabilidad. Los productos italianos han estado asociados históricamente a la calidad, especialización, diferenciación, elegancia y proveniencia de famosos sectores industriales italianos.
En 1999, el uso de la expresión Made in Italy empezó a ser vigilado por asociaciones como el Istituto per la Tutela dei Produttori Italiani y regulado por leyes estatales.
Hasta 2009 se podía colocar la bandiera italiana, la inscripción Italy o made in Italy sobre un producto para referirse a la parte "empresarial" del productor, mientras que la productiva o manufacturera (es decir, donde se produce materialmente el producto) se podía realizar en cualquier lugar. Bastaba por tanto que el producto hubiera sido «concebido y diseñado», si no gestionado totalmente por una empresa italiana, para poder usar esta distinción, aunque el producto se haya fabricado en otro lugar.
En 2009 se promulgó una ley para regular el made in Italy: el decreto-ley nº 135 del 25 de septiembre de 2009, que contiene el artículo 16, que lleva por título Made in Italy e prodotti interamente italiani ("Made in Italy y productos completamente italianos"). El distintivo "Made in Italy" se ha hecho fundamental para las exportaciones de Italia y es conocido a nivel mundial por ser considerada una categoría comercial independiente.
En enero de 2014, el Google Cultural Institute, en colaboración con el Gobierno de Italia y la Cámara de Comercio de Italia, lanzó un proyecto en línea para promover el Made in Italy mostrando muchos productos italianos famosos uando al tecnología de la exposición virtual.

## Requisitos legales
Según lo establecido en el artículo 16 de la ley 166 de 2009 (Decreto legge 135, 25 settembre 2009 - Parlamento Italiano) solo los productos fabricados totalmente en Italia (es decir, diseñados y producidos en Italia) pueden llevar las distinciones Made in Italy, 100% Made in Italy, 100% Italia, tutto italiano, en cualquier idioma, con o sin la bandera italiana. Cualquier uso de estas distinciones que no se atenga a la ley será sancionado.
La Ley Reguzzoni introdujo disposiciones adicionales en materia de la comerialización de productos textiles, peletería y calzado. En particular, esta ley instituye en estos sectores un sistema de etiquetado obligatorio de los productos que indique el lugar de origen de cada fase de producción asegurando así la trazabilidad de los productos. Además, se permite exclusivamente el uso de la indicación Made in Italy para los productos cuyas fases de fabricación se hayan realizado fundamentalmente en territorio italiano.

## La certificación y promoción del “Made in Italy”
El Istituto per la Tutela dei Produttori Italiani (ITPI) es una organización dedicada a salvaguardar y promover el auténtico “Made in Italy”, garantizando la certificación a lo largo de toda la cadena productiva nacional y respaldando la autenticidad y la calidad de los productos italianos.
El Portal Oficial de Productores Italianos funciona como una vitrina institucional cuyo propósito es asegurar visibilidad y credibilidad al “Made in Italy”, mientras que el registro nacional de productores certificados opera como un directorio oficial para identificar empresas que cumplan con cadenas productivas totalmente italianas.
Además, existen certificaciones específicas, como la Certificación 100% Made in Italy, que verifica de manera rigurosa el origen y los procesos de producción según el sistema IT01, así como formas más recientes de acreditación destinadas a combatir la falsificación y a fortalecer la reputación de los productos nacionales.
Un nuevo reglamento de certificación, un proyecto piloto, se encuentra actualmente en proceso de acreditación.
A ello se suma el apoyo brindado por motores de búsqueda especializados que facilitan la identificación de productores certificados y confiables. La importancia institucional de estas herramientas radica en su función como garantes de la transparencia, un elemento esencial para fortalecer la presencia internacional del sector manufacturero italiano y preservar el acervo cultural, económico y artesanal de la nación.

## Sectores productivos
Sectores en los que la expresión made in Italy es indicativa:
| - automóviles - motores - diseño industrial - motocicletas - bicicletas - camiones - joyería - orfebrería - platería - relojería - cerámica - mayólica - porcelana - vidrio - gafas - peletería - ropa | - sastrería - calzado - pasta - pizza - repostería - galletas - heladería - carne - fiambres - queso - bebidas - vinos y espumosos - aceite de oliva - licores - cerveza - industria textil - industria cinematográfica |

## Marcas
Merece una mención especial Ferrari, considerada la marca más influyente y poderosa del mundo y el mejor embajador del made in Italy. Los economistas y analistas empresariales han identificado cinco empresas en particular cuyo nombre está muy relacionado con el made in Italy:
- Barilla - alimentos
- Benetton - moda
- Ferrero - dulces
- Indesit -  electrodomésticos
- Luxottica - la empresa de gafas más grande del mundo

### Algunas otras marcas

#### Moda y complementos
Entre los complementos están corbatas, peletería, calzado, cinturones, sombreros, guantes, bolsos, gafas, cosméticos, perfumes, joyas, relojes de pulsera...

#### Alimentos
| - Auricchio - Balocco - Bauli - Buitoni - Caffarel - Campari - Cantine Pellegrino - Carapelli - Cirio - Condorelli | - De Cecco - Divella - Fernet Branca - Ferrero - Galbani - Granarolo - Illy - Lavazza - Martini & Rossi | - Melegatti - Motta - Kimbo - Parmacotto - Parmalat - Perfetti Van Melle - Perugina - Vicenzi - Voiello |

#### Mobiliario y electrodomésticos
| - Alessi - Barovier & Toso - Bialetti - Brionvega - Bticino - Candy | - Cassina - De'Longhi - Foppa Pedretti - Gavina - Ignis - Jacuzzi - Meritalia | - Mivar - Natuzzi - Paulangelo Italia - Poltrona Frau - Richard-Ginori - Scavolini - Zanussi |

#### Ingeniería mecánica y naval
| - Alfa Romeo - Aprilia - Atala - Benelli - Benetti - Brembo - Cagiva - Carpigiani - Carraro Agritalia - Carrozzeria Ghia | - Dallara - Ducati - Ferretti - Fiat - Gilera - Guzzi - Italdesign Giugiaro - Lamborghini - Lancia - Leonardo | - Maserati - MV Agusta - Pagani - Piaggio - Pininfarina - Pirelli - Riva - VM Motori - Zagato |

## Legislación
- Ley 350/2003;
  - modificada por la ley nº 99 del 23 de julio de 2009 (art. 4 punto 49, art. 17 punto 4);
  - modificada por el decreto-ley nº 135 del 25 de septiembre de 2009[12] (art. 16), convertido posteriormente en la ley nº 166 del 20 de noviembre de 2009.[13]
- Ley nº 55 del 8 de abril de 2010.[14]